# Big News
Big News is een Amerikaanse filmkomedie uit 1929 onder regie van Gregory La Cava.

## Verhaal
De verslaggever Steve Banks werkt aan een artikel over een narcoticabende. De bendeleider heeft invloed bij de krant en wil hem eruit werken. Bovendien dreigt zijn vrouw Margaret ermee van hem te scheiden, als hij niet ophoudt met drinken.

## Rolverdeling
| Acteur           | Personage      |
| ---------------- | -------------- |
| Robert Armstrong | Steve Banks    |
| Carole Lombard   | Margaret Banks |
| Louis Payne      | Hensel         |
| Wade Boteler     | O'Neill        |
| Charles Sellon   | J.W. Addison   |
| Sam Hardy        | Joe Reno       |
| Tom Kennedy      | Ryan           |
| Warner Richmond  | Phelps         |
| Helen Ainsworth  | Vera           |
| Herbert Clark    | Pells          |
| Gertrude Sutton  | Helen          |
| James Donlan     | Deke           |
| George Hayes     | Hoffman        |
| Vernon Steele    | Verslaggever   |
| Clarence Wilson  | Lijkschouwer   |